# Холмовецька гора (заказник)
Холмове́цька гора́ — ботанічний заказник місцевого значення в Україні. Розташований у межах Виноградівського району Закарпатської області, на південь від села Холмовець. 
Площа 95,4 га. Статус присвоєно згідно з рішенням обласної ради від 27.08.2015 року № 1327. Перебуває у віданні ДП «Виноградівське ЛГ» (Затисянське лісництво, квартал 134, виділ 5-7, квартал 135, виділ 4-22). 
Статус надано з метою збереження ділянки лісового масиву з раритетними видами флори і фауни, зокрема єдиного природного місця зростання в Україні дуба бургундського, занесеного до Червоної книги України.